# Сицилійська експедиція
Сицилійська експедиція — епізод пелопоннеської війни, в ході якого афінський флот спробував захопити Сиракузи в 415—413 роках до н. е.

## Початок експедиції
Алківіад, Нікій і Ламах відплили до Сицилії на 140 трієрах. Прибувши до Італії, афіняни взяли Регій. Потім вони переправилися на Сицилію і взяли Катанію. На цьому успішні дії Алківіада закінчилися. За ним прибув з Афін державний корабель «Саламін» з викликом на суд. Він на своєму кораблі разом з «Саламін» відплив з Сицилії, нібито в Афіни. Однак у Фуріях Алківіад і його друзі висадилися на берег і зникли. Люди з «Саламін» після безуспішних пошуків повернулися в Афіни. Там Алківіад був заочно засуджений до смертної кари, а його майно конфісковане. Дізнавшись про це, Алківіад вигукнув: «А я доведу їм, що я ще живий!». Після відплиття Алківіада Нікій, згідно Плутарху, фактично став головнокомандувачем. Ламах же опинився в підпорядкуванні у більш впливового Нікія. Наприкінці 415 року до н. е. афіняни почали готуватися до нападу на Сиракузи. Жителі міста, помітивши нерішучість афінян, перейнялися до них зневагою і стали планувати похід на Катанію, де стояло афінське військо. Нікій вирішив виманити сиракузьку армію подалі від міста, в той час як афіняни на кораблях попливуть до Сиракуз і там займуть зручні позиції для атаки на місто. Він відправив гінця до Сиракуз, яким велів повідомити, що прихильники їх у Катанії готові зрадити місто, як тільки сиракузяни підійдуть до міста. Сиракузяни виступили до Катанії, а афіняни сіли на кораблі і, висадившись поблизу Сиракуз, розбили табір в зручному місці. На наступний день, коли сиракузяни повернулися і вишикувалися в бойовий порядок біля стін міста, Нікій повів афінян в наступ. У битві сиракузяни зазнали поразки і відступили. Нікій не скористався своєю перемогою і через кілька днів поплив на зимові квартири. Взимку і навесні 414 року до н. е. сиракузяни і афіняни шукали союзників. Афінянам вдалося укласти союз з декількома сицилійськими містами, а сиракузяни відправили послів за допомогою в Коринф і Спарту. У Спарті Алківіад порадив відправити військо в Сицилію. Спартанці погодилися і послали до Сиракуз невеликий загін під командуванням Гіліппа.

### Облога Сиракуз
Літом 414 року до н. е. афіняни підійшли до Сиракуз і обложили місто. Нікій зайняв Епіполи і завдав поразки сиракузькому війську. Потім він наказав будувати облогові стіни навколо Сиракуз. Велика частина стіни була побудована в червні. В одній із сутичок загинув Ламах. До кінця року Сиракузи були готові здатися, але після прибуття Гиліппа сиракузяни піднялись духом. Йому вдалося пройти в місто, так як афіняни недобудували стіну. При першій вилазці сиракузяни зазнали поразки, бо Гиліпп вибрав невдале для кінноти місце битви. Друга вилазка була більш вдалою: афіняни зазнали поразки, а сиракузяни вибудували контрстіну, позбавивши афінян можливості повністю оточити місто. В Афінах вирішили відправити підкріплення на Сицилію. Взимку до Сиракуз прибутку 10 кораблів під командуванням стратега Еврімедона, а навесні повинен були прибути Демосфен з 73 кораблями. Тим часом сиракузяни вступили в битву з афінянами на суші і на морі. Сиракузяни, дізнавшись про наближення Демосфена, вирішили дати бій афінянам. Гіліпп і цього разу хотів напасти одночасно з суші і з моря. Перший день битви результатів не приніс. Так само закінчився і другий день. На третій день сиракузяни застали афінян зненацька, коли вони ще не встигли вишикуватися в бойовий порядок. Вони здобули перемогу і примусили афінян відступити. Тім часом в бухту увійшов флот Демосфена. Демосфен спробував зруйнувати стіни Сиракуз за допомогою облогових машин, але зазнав невдачі. Тоді він з усією армією зробив нічний напад на Епіполи. Спочатку афіняни розбили кілька загонів сиракузян, але, борючись в темряві, прийшли в замішання і були атаковані. Частина афінян були скинута з крутого обриву, а частина відступила. Після цього Демосфен став наполягати на поверненні до Афін. Нікій заперечував проти цього, бо не хотів повернутися в Афіни без перемоги. Демосфен і Еврімедон без згоди Нікія стали готуватися до відступу. Але коли все вже було готове до відплиття, вечері 27 серпня 413 року до н. е. відбулося повне місячне затемнення. Більшість воїнів зажадало відстрочки відплиття на 27 днів, щоб «дочекатися кінця наступного обороту місяця». Дізнавшись про це рішення афінян, сиракузяни вирішили розгромити супротивника. У морській битві 3 вересня афіняни зазнали повної поразки, а Еврімедон загинув. Після цієї битви сиракузяни загородили вихід з гавані, де стояли афінські кораблі. Нікій вирішив почати прорив і посадив деяких воїнів на кораблі. Їхня спроба прорватися провалилася і вони почали тікати. Тепер у афінян був тільки один вихід — відступати по суші. Нікій міг би відступити вночі, але він забарився, піддавшись на військову хитрість Гермократа. Він таємно відправив до Нікія своїх людей, які сказали, що сиракузяни зайняли всі дороги і афінянам не слід відступати вночі.

### Відступ афінян
Вранці розпочався відступ, але незабаром це перетворився на втечу, оскільки сиракузяни переслідували, нападали, відрізали від афінського війська загін за загоном і розбивали їх поодинці. Був розбитий загін Демосфена, а сам він узятий в полон. Потім Гіліпп напав на загін, очолюваний Нікіем. Той був змушений здатися, пав в ноги Гіліппа, зі словами: «Пощади, Гіліпп, ви перемогли! Ні, не за себе прошу, який прославив своє ім'я настільки великими нещастями, а за інших афінян. Згадайте, що на війні біда може трапитися з кожним і що афіняни, коли їм супроводжувала удача, обійшлися з вами прихильно і м'яко». Гіліпп, зворушений словами Нікія, підняв його з землі, намагався його заспокоїти і віддав наказ припинити різанину. Полонені були приведені в Сиракузи. Там Нікія і Демосфена після промови відомого сиракузького оратора Діокла засудили до страти, незважаючи на заперечення Гіліппа, який хотів привезти їх у Спарту, щоб показати власну значущість у перемозі, а рядових воїнів звернули в рабство і змусили трудитися на сиракузьких каменоломнях.

## Значення
Розгром сицилійської експедиції був для Афін катастрофою. Загинуло дві третини флоту, близько третини всього гоплітского ополчення, виснажилися фінанси. Знизився вплив Афін у Греції, в самих Афінах підняли голови проспартанські налаштовані прихильники олігархії; зріс вплив гетерій — таємних олігархічних організацій. Фактично ця поразка стала поворотною точкою війни, хоча до її закінчення було ще далеко.